# Bryobia relhaniae
Bryobia relhaniae är en spindeldjursart som beskrevs av Meyer 1992. Bryobia relhaniae ingår i släktet Bryobia och familjen Tetranychidae. Inga underarter finns listade.